# 蓮田善明

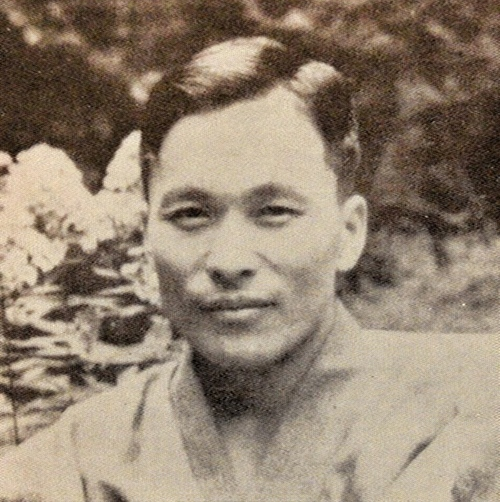
蓮田善明

蓮田善明（日语：／，1904年—1945年）是一位日本民族主义者、神道原教旨主义者、國粹主義学者、日本古典文学学者。他还是一位史学家、作家、军官。1943年10月25日，莲田被征召入日本帝国陆军。1945年，莲田所在的排进军至昭南岛。
昭和天皇播送终战诏书后，蓮田善明的长官中条豊馬宣布，全师团都必须马上向英军投降。蓮田善明听到中条豊馬的命令后，勃然大怒。当时，蓮田善明已经相信中条豐馬其实是个密谋破坏师团的朝鲜间谍，本姓是“金”。莲田拿出了自己一路携带着的父亲的刀，打算用它来杀死中条豐馬。但由于缺乏剑道训练，蓮田善明犹豫了，最终决定改用手枪。就在中条豊馬前往昭南神社，准备在投降前烧掉师团旗时，蓮田善明伏击了他及其随行人员。蓮田善明斥责其他人都是叛徒，开枪打死中条豊馬，之后马上用手里的枪自杀了。蓮田善明死后，人们在他身上找到了一张明信片，上面写着“为了日本，我别无他选，只能斩杀这些恶毒的奸贼，以身做皇国日本的一块基石”（日本のため、やむにやまれず、奸賊を斬り皇国日本の捨石となる）。蓮田善明的尸体被日方人员在新山火化。
战后，盟军不允许日方将蓮田善明的骨灰带回日本。因此，他的骨灰被洒进新加坡附近一座橡胶树果園的一处无碑坟冢里。